# Pedro Fernández Cabeza de Vaca
Pedro Fernández Cabeza de Vaca (m. Sitio de Lisboa, 1384). Noble castellano. Fue hijo de Juan Fernández Cabeza de Vaca y de una dama llamada Mencía.
Fue maestre de la Orden de Santiago entre 1382 y 1384, durante el reinado de Juan I de Castilla, y también señor de Vallecillo.

## Orígenes familiares
Era hijo de Juan Fernández Cabeza de Vaca, primer señor en Vallecillo, y de una dama llamada Mencía, que fue señora de parte de Villavaruz y que tal vez era miembro de la familia Rojas. Y por parte paterna era nieto del ricohombre Pedro Fernández Cabeza de Vaca, merino mayor de León en 1293, y de Elvira Ruiz de Tovar.
Fue hermano, entre otros, de Juan Cabeza de Vaca, que llegó a ser obispo de Coímbra, Cuenca y Burgos, y de Aldara Ruiz o Rodríguez Cabeza de Vaca, que contrajo matrimonio con Juan Martínez de Luna, señor de Morata de Jalón e Illueca.

## Biografía
Se desconoce su fecha de nacimiento. Su padre, Juan Fernández Cabeza de Vaca, falleció en la batalla de Guadix, que se libró el 15 de enero de 1362 y supuso una grave derrota para los castellanos, aunque algunos autores afirman erróneamente que falleció el 15 de enero de 1364 en Guadix. Y antes de ser maestre de la Orden de Santiago fue comendador mayor de León en la misma y también trece, y según algunos autores ocupó este último cargo dentro de la Orden entre 1371 y 1384, año en que según ellos alcanzó la dignidad de maestre.

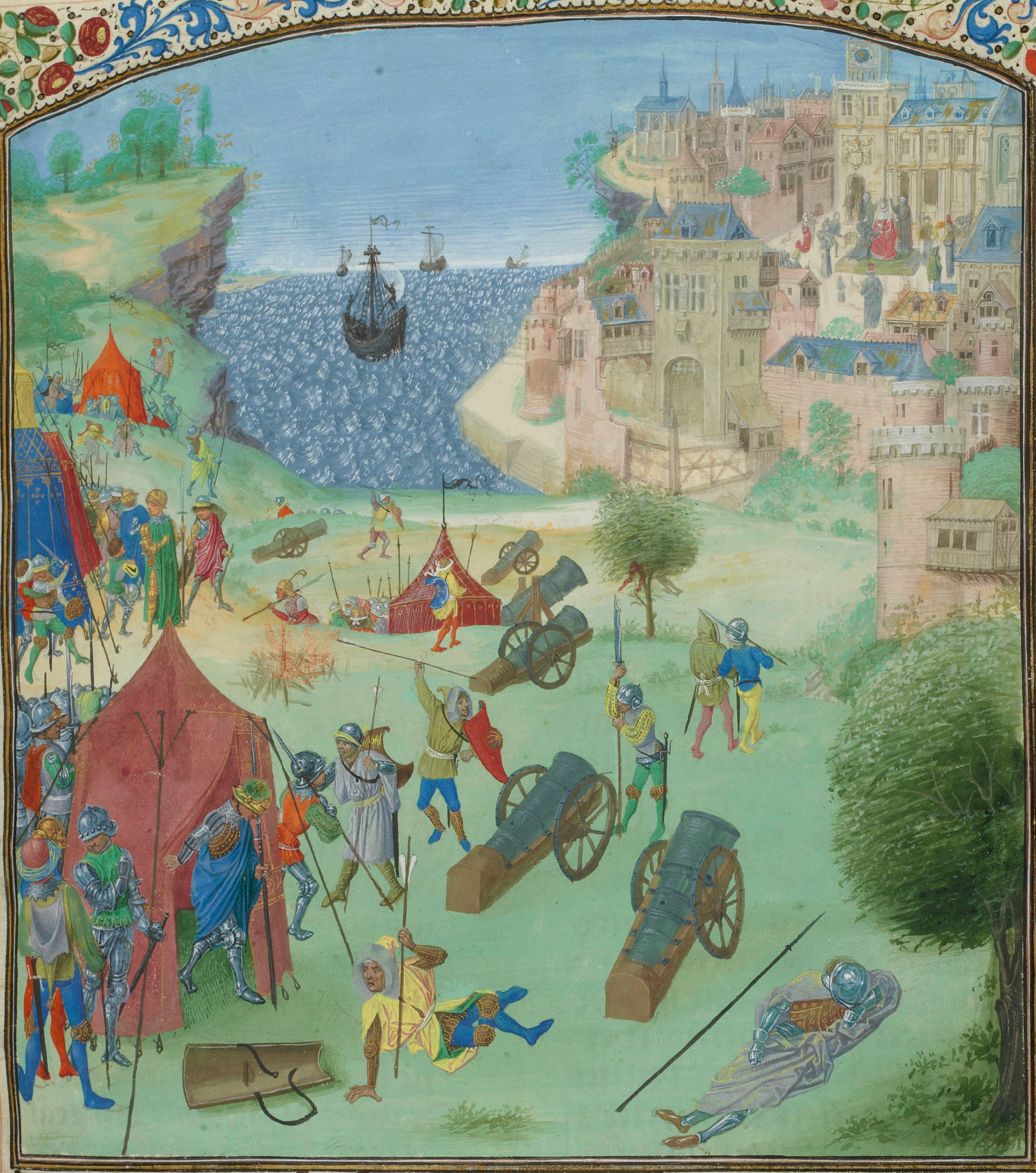
El sitio de Lisboa de 1384, representado en las Chroniques de Jean Froissart.

Sin embargo, Ayala Martínez señaló que fue elegido maestre de la Orden de Santiago en 1382, aunque Francisco de Rades y Andrada afirmó erróneamente que fue elegido en 1383 y otros autores destacaron que fue debido a sus «relevantes dotes». Además, en 1384 participó junto a otros ricoshombres castellanos en el sitio de Lisboa, ya que Juan I reclamaba el trono de Portugal en nombre de su esposa, la reina Beatriz, que era la hija y heredera del difunto Fernando I de Portugal.
En febrero de 1384, como señaló Luis Suárez Fernández, Juan I de Castilla le puso al frente, junto al camarero mayor del rey, Pedro Fernández de Velasco, del ejército compuesto por 1000 hombres de armas que acamparon en la localidad portuguesa de Loures para asegurar la resistencia de todas las guarniciones leales a Castilla que se hallaban cerca de Lisboa.
Ayala Martínez subrayó que el papel del maestre de la Orden de Santiago en el asedio de Lisboa, donde perdería la vida, fue muy relevante. Y el cronista Rades y Andrada afirmó que Pedro Fernández Cabeza de Vaca y sus tropas permanecieron seis semanas en Loures aguardando a que los defensores de Lisboa o los partidarios del maestre de Avis, que llegaría a reinar como Juan I de Portugal, les atacasen, aunque no llegó a entablarse ninguna batalla entre ellos.
Pedro Fernández Cabeza de Vaca, al que Suárez Fernández elogió y llamó «valiente», murió en 1384 a consecuencia de la peste durante el asedio de Lisboa. Y conviene señalar que en el mismo asedio y por causa de lo mismo murieron el sucesor de Cabeza de Vaca al frente del maestrazgo de la Orden de Santiago, Rodrigo González Mejía, y el comendador mayor de la Orden, Pedro Ruiz Sandoval, junto con otros muchos soldados y nobles castellanos, como Pedro Fernández de Velasco y Pedro de Lara, conde de Mayorga y último miembro de la antigua Casa de Lara. Y en el capítulo CXLIX de la Chronica de El-Rei D. João I se menciona la muerte de los tres maestres antes mencionados y la de otros muchos nobles que perdieron la vida durante el sitio a causa de la peste:

E não embargando que d'antes assaz morresse, começou de se atear a peste tão bravamente em elles, assim por mar, como por terra, que dia havia que morriam cento e cincoenta e duzentas, assim mais e menos, como se acertava, de guisa que o mais do dia eram os do arraial occupados em enterrar seus mortos. Assim que era espanto de vêr aos que o padeciam, e estranho de ouvir aos que eram cercados. Ca do dia que falleceu de trama o mestre de Santiago D. Pedro Fernandes Cabeça de Vaca até esta sezáo, morreram mais de dois mil homens de armas dos melhores que el-rei de Castella tinha, afora muitos capitães que nomear não podemos, pêro a alguns diremos seus nomes, assim como de Ruy Gonçalves Mexias, a que el-rei deu o mestrado depois da morte de D. Pedro Fernandes, e D. Pedro Fernandes do Sandoval, commendador-mór, que cuidou de ser mestre, e Pêro Fernandes de Valhasco, camareiro-mór d'el-rei D. Pedro, Fernão Sanches de Toar, seu almirante mór, e Fernão d'Alvares de Toledo, mariscai de Castella, e Pêro Rodrigues Sarmento, adiantado em Galliza, e D. Pedro Nunes de Lara, conde de Maiorcas, que pouco havia que cazara, como ouvistes, e D. João Affonso de Benavides, e D. Fernando Affonso de Samora, mestre de Santiago, e com este foram três Mestres...

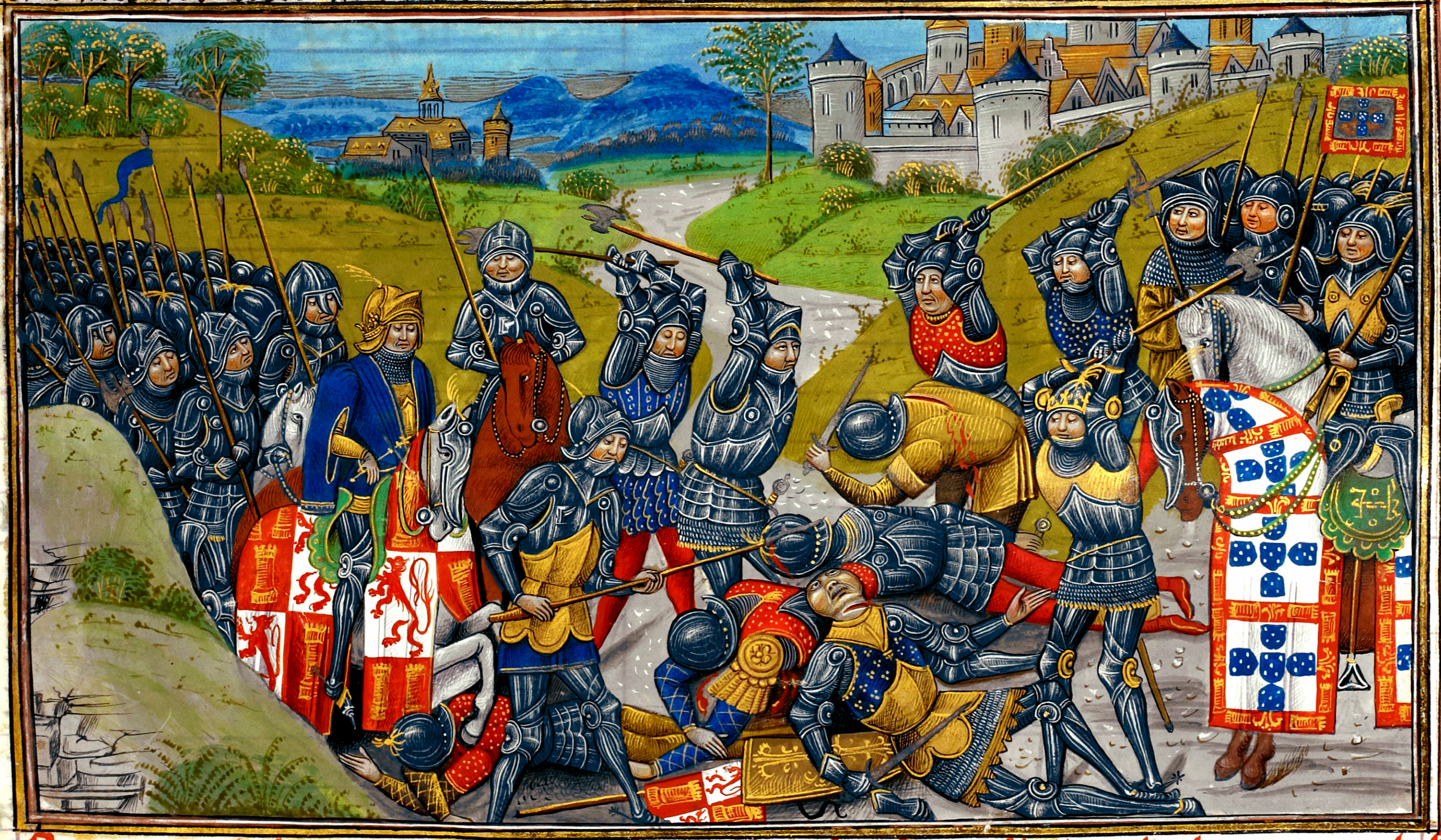
Miniatura medieval que representa la batalla de Aljubarrota, librada en 1385.

Después de la muerte de Rodrigo González Mejía, cuya elección como maestre no había sido canónica, Fernando Alfonso de Valencia, que era bisnieto de los reyes Alfonso X y Sancho IV de Castilla y había sido leal al maestre de Avis hasta poco antes de morir, fue elegido para sucederle en el maestrazgo y con ese título es nombrado expresamente en el capítulo CXLIX de la Chronica de El-Rei D. João I, aunque su nombre no figura ni en la lista oficial de los maestres de dicha Orden consignada por Rades y Andrada ni tampoco en la lista de los maestres de dicha Orden mencionada por el historiador Carlos de Ayala Martínez.

## Sepultura

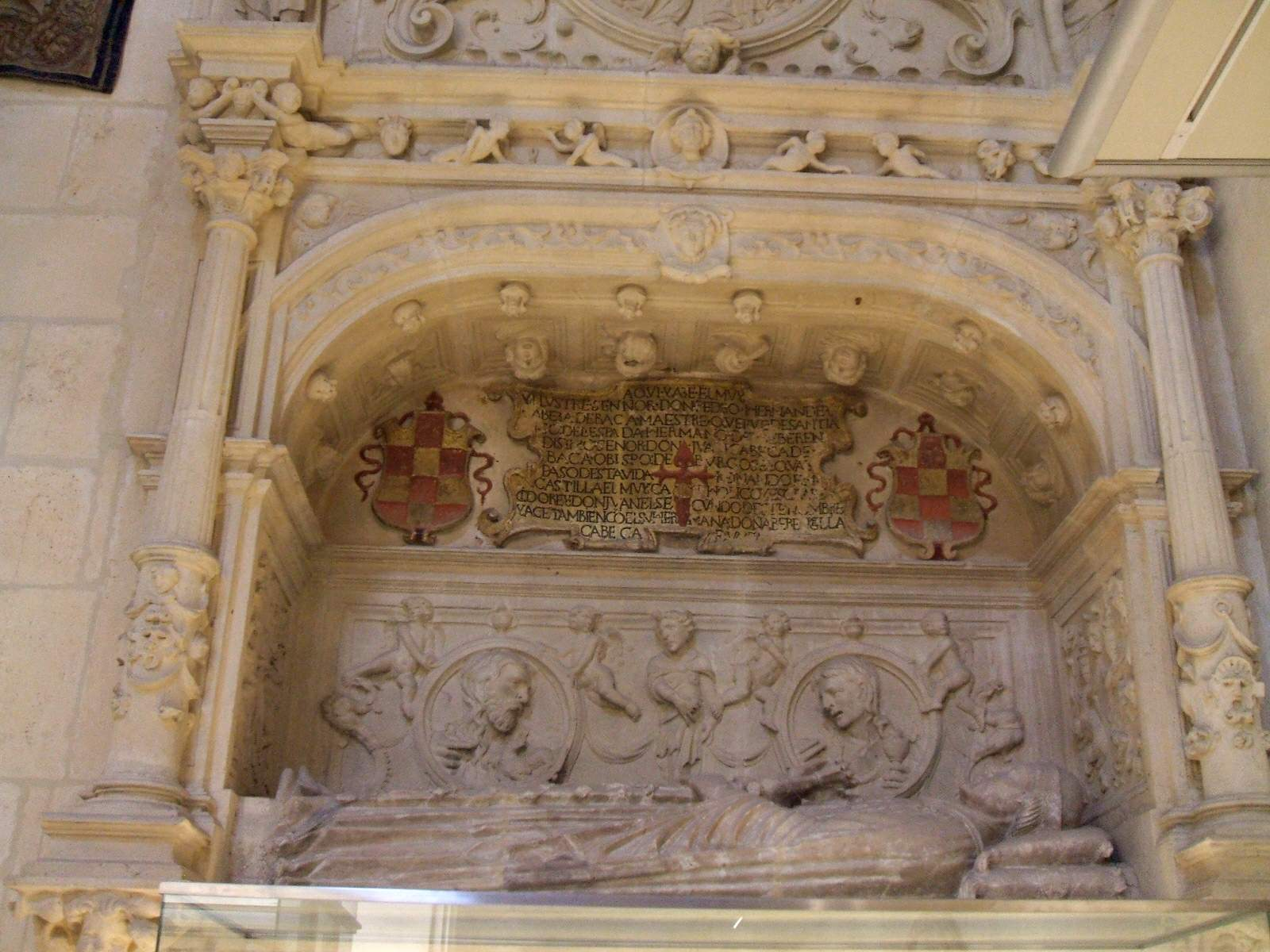
Sepulcro de Pedro Fernández Cabeza de Vaca. (Catedral de Burgos).

Fue enterrado en la capilla de Santiago de la catedral de Burgos junto a su hermano, el obispo Juan Cabeza de Vaca, que había sido obispo de Burgos y falleció en 1412, aunque en la actualidad la capilla es conocida como de San Juan Bautista y Santiago. Los sepulcros de ambos hermanos se hallan alojados en arcosolios de estilo renacentista, aunque los únicos elementos primitivos de los mismos son sus estatuas yacentes, y el historiador Vicente Poleró y Toledo proporcionó la siguiente descripción sobre la estatua yacente del maestre santiaguista:

La estatua del Maestre aparece tendida dentro de un archivolto practicado á bastante altura del muro; pero si es poco recomendable como escultura, su rostro ofrece, sin embargo, mucho carácter de verdad. Asimismo es muy curioso el hábito de la Orden de Santiago que viste, por la diferencia que tiene con el que llevaron los caballeros de esta Orden en el reinado siguiente. Nótese también la cruz que lleva al pecho, más parecida a una daga o puñal que á las grandes, de brazos iguales y conchas en sus remates, usadas en tiempo de don Juan II.

La cabeza del yacente, que está cubierta con un birrete, descansa sobre una almohada sencilla, y el difunto viste una túnica con mangas largas que está abierta y permite contemplar los pliegues interiores de las mismas. Y el difunto, que porta un manto con capucha y sujeto mediante una «cuerda o fiador», sostiene con ambas manos su espada, y lleva puestos en los pies unos borceguíes «puntiagudos».

## Matrimonios y descendencia
Se casó por primera vez con una dama llamada María, y fruto de su primer matrimonio nació una única hija:
- Leonor Cabeza de Vaca. Contrajo matrimonio con Martín Fernández Portocarrero, señor de Moguer, Barcarrota y Villanueva del Fresno, y de ambos cónyuges descienden los condes de Montijo y los condes de Palma del Río.[1]

Tras enviudar volvió a casarse con una dama llamada Constanza Alfonso, con quien tuvo dos hijos:
- Fernán Alfonso Cabeza de Vaca. Heredó de su padre el señorío de Vallecillo y contrajo matrimonio con Juana Fernández de Mayorga, con quien tuvo numerosa descendencia.[1]
- Nuño Alfonso Cabeza de Vaca. Fue alférez del rey Juan II de Aragón y contrajo matrimonio con María Álvarez de Escobar, que fue señora de Melgar de Suso. Y de esta unión descienden, entre otros, los condes de Robres y los barones de Sangarrén.

| Predecesor: Fernando Osórez | Maestre de la Orden de Santiago 1382 - 1384 | Sucesor: Rodrigo González Mejía |